# Оанес
Оанес (ісп. Ohanes) — муніципалітет в Іспанії, у складі автономної спільноти Андалусія, у провінції Альмерія. Населення — 761 особа (2010).
Муніципалітет розташований на відстані близько 390 км на південь від Мадрида, 31 км на північний захід від Альмерії.
На території муніципалітету розташовані такі населені пункти: (дані про населення за 2010 рік)
- Оанес: 755 осіб
- Тісес: 6 осіб

## Демографія
Динаміка населення (INE ):

## Галерея зображень

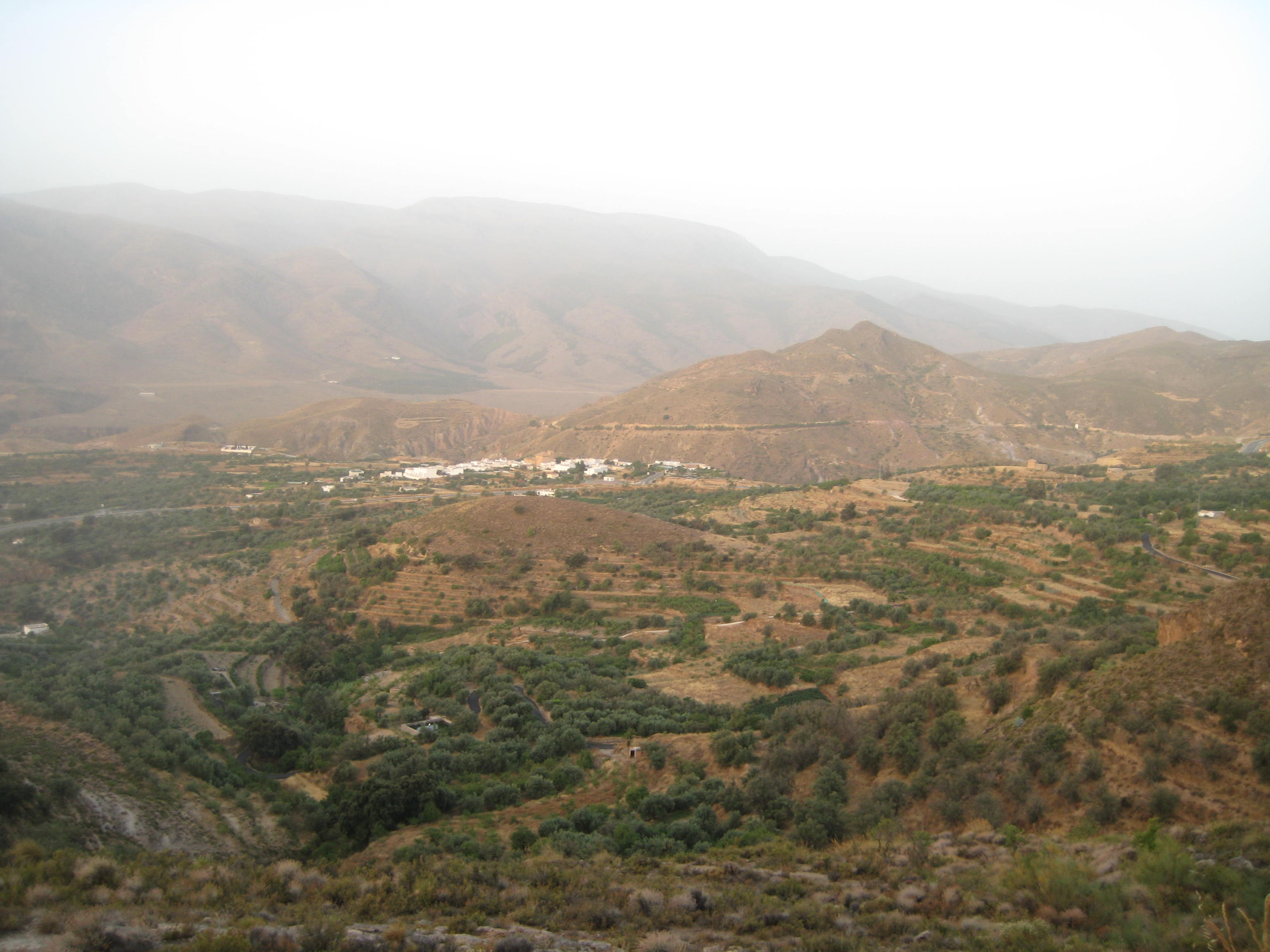
Оанес